# La Demoiselle de magasin
La Demoiselle de magasin est une comédie en trois actes écrite en 1913 par Frantz Fonson et Fernand Wicheler, deux auteurs de théâtre belges. Créée à Paris puis à Bruxelles, la pièce a connu le succès et a été adaptée dans d'autres langues, ainsi qu'au cinéma.

## Intrigue
Claire Frénois, une jeune orpheline, arrive à Bruxelles, en Belgique, et trouve du travail dans un magasin de meubles, dont le gérant, monsieur Derrider, est proche de la faillite ; elle lui loue une chambre à l'étage, au-dessus du magasin. Elle se révèle excellente vendeuse, et métamorphose le magasin ; le propriétaire du magasin, Amelin, est séduit par Claire. Le fils de Derrider, André, et Claire tombent amoureux ; après quelques péripéties, les amoureux sont unis,.

## Histoire

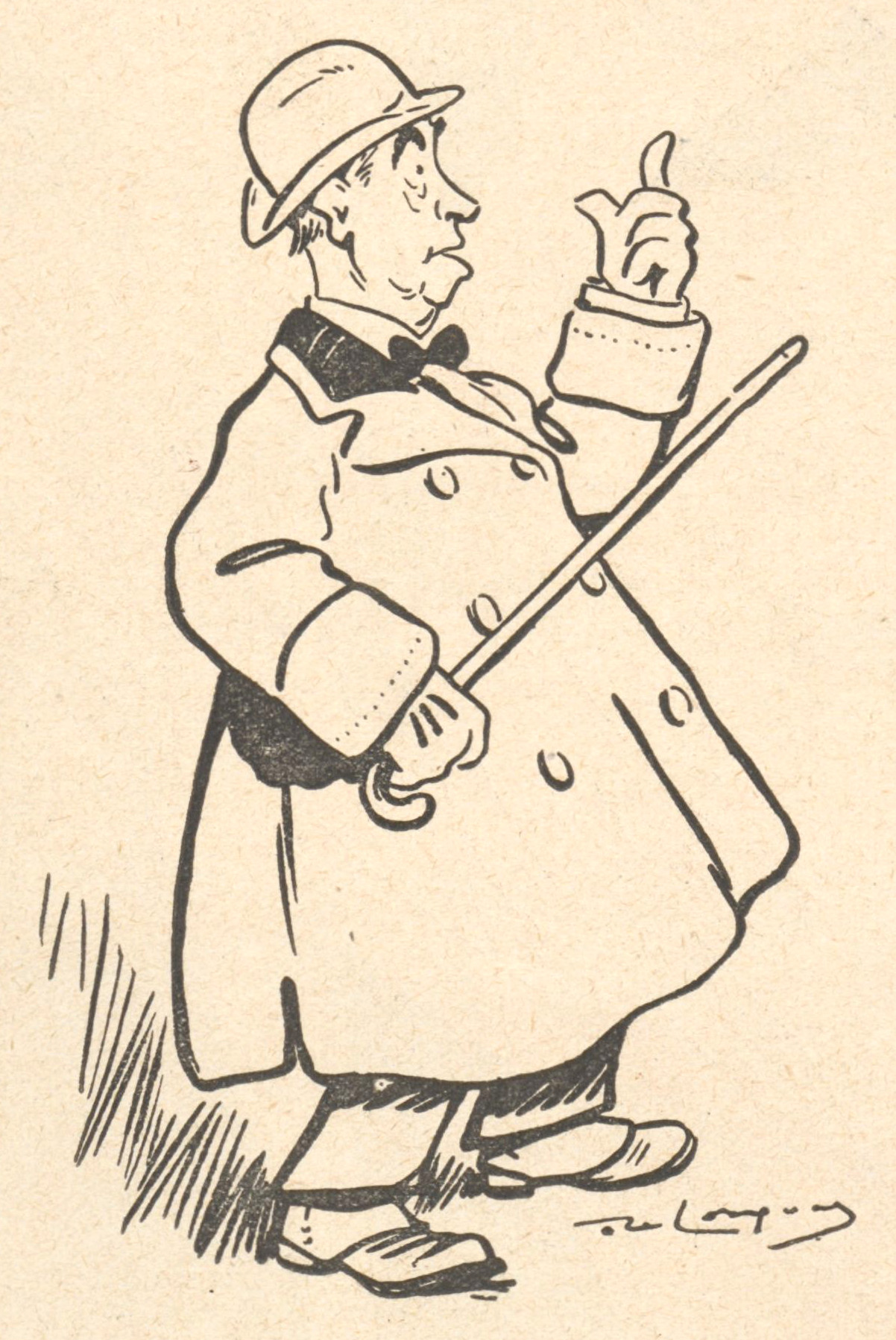
Alfred Jacque dans le rôle du père Deridder, dessiné par Daniel de Losques.

La Demoiselle de magasin est créée à Paris au Théâtre du Gymnase le 13 février 1913 ; Jane Delmar joue le rôle de Claire Frénois, Alfred Jacque celui de Deridder, Edmond Duquesne celui d'Amelin, Jules Berry celui d'André Derrider, Hélène Dieudonné celui de l'épouse de Derrider,. La pièce a du succès, l'un des éléments en étant l'intégration dans les répliques de la pièce, écrite en français, d'expressions populaires du parler brusselois ; la critique de L'Illustration notant ainsi que « L'acteur bruxellois Jacque fait la joie de cette pièce qu'il anime singulièrement de sa mimique si expressive, où il fait entendre l'accent le plus authentiquement belge ».
Elle est représentée le 12 octobre 1913 au Théâtre des Galeries Saint-Hubert à Bruxelles, dans les décors du peintre-décorateur Albert Dubosq.

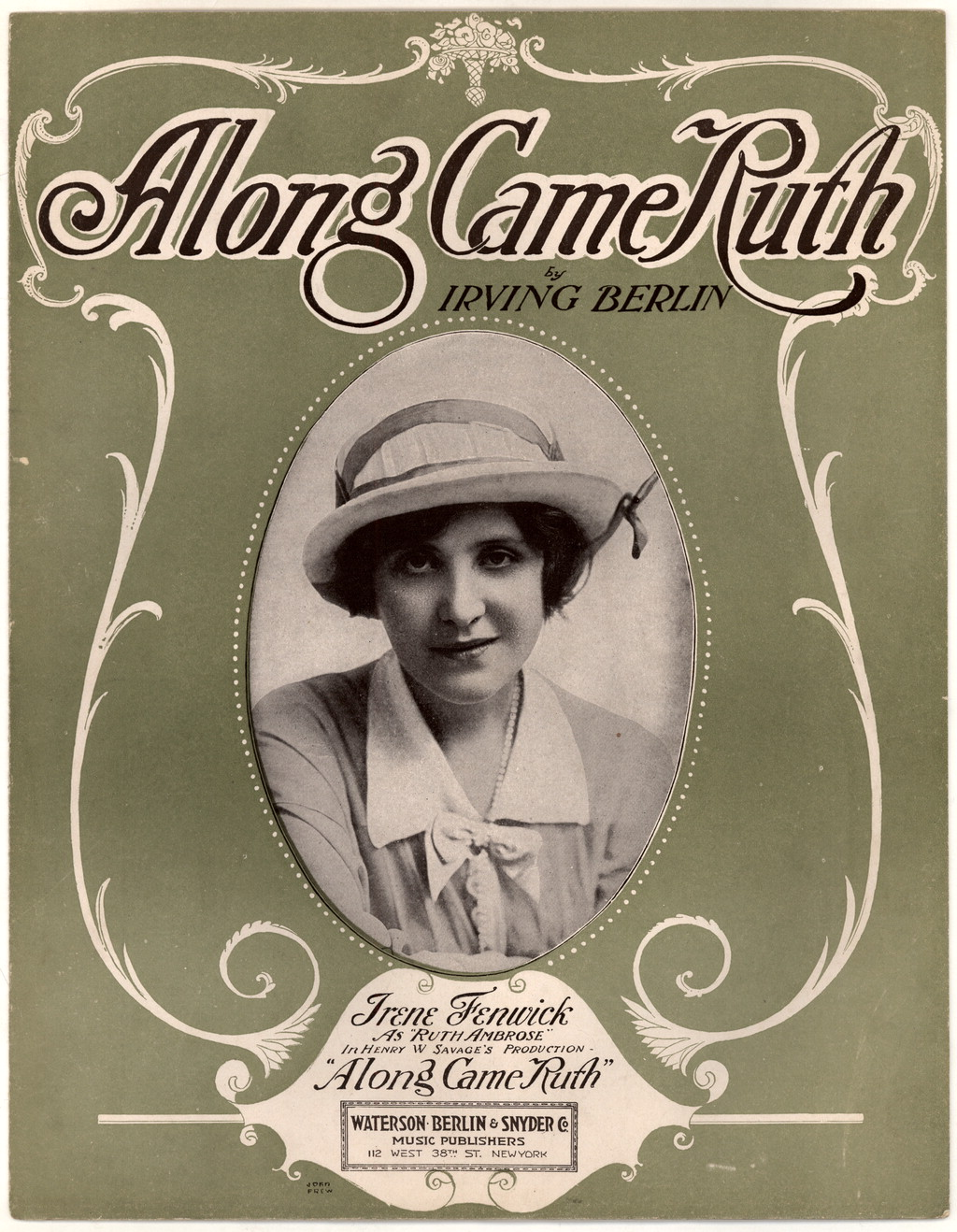
Couverture de la chanson Along Came Ruth d'Irving Berlin, avec le portrait d'Irene Fenwick.

Une version en langue anglaise, Along Came Ruth, est écrite par le dramaturge américain Holman Day et produite par Henry W. Savage ; l'héroïne porte le nom de Ruth Ambrose. Irving Berlin écrit une chanson pour la pièce, également sous le titre Along Came Ruth. La pièce est créée à New York au Gaiety Theatre (Broadway), le 23 février 1914, avec Irene Fenwick dans le rôle principal. Along Came Ruth est adapté au cinéma en 1924 dans un film muet de même nom réalisé par Edward F. Cline avec Viola Dana en vedette,.
Une version espagnole dans la traduction de Sinibaldo Gutiérrez sous le titre La señorita del almacén est créée le 26 septembre 1913 à San Sebastián au théâtre Victoria Eugenia ; la pièce est publiée à Madrid en 1914.

## Réception
René Doumic cite la pièce dans sa Revue dramatique du 14 mai 1915 de la Revue des Deux Mondes et crédite François Fonson, pour deux de ses pièces jouées à Paris, La Demoiselle de magasin et Le Mariage de Mlle Beulemans, qui ont été « des succès populaires », d'avoir « introduit en France le théâtre belge. Grâce à lui, l’esprit français a donné l’accolade à la verve et à la belle humeur wallonnes ».
En 1924, la pièce est montée en Australie, au St James' Hall de Sydney ; selon une critique, « the story of the clever shop girl unfolded with considerable vivacity » (« l'histoire de l'astucieuse vendeuse s'est déroulée avec une vivacité considérable »). Des représentations sont données dans le sud de la France en 1926 dans le cadre des Tournées Baret : L'Express du Midi note qu'une « telle pièce rafraîchit l'âme ».